# RV Dynamics

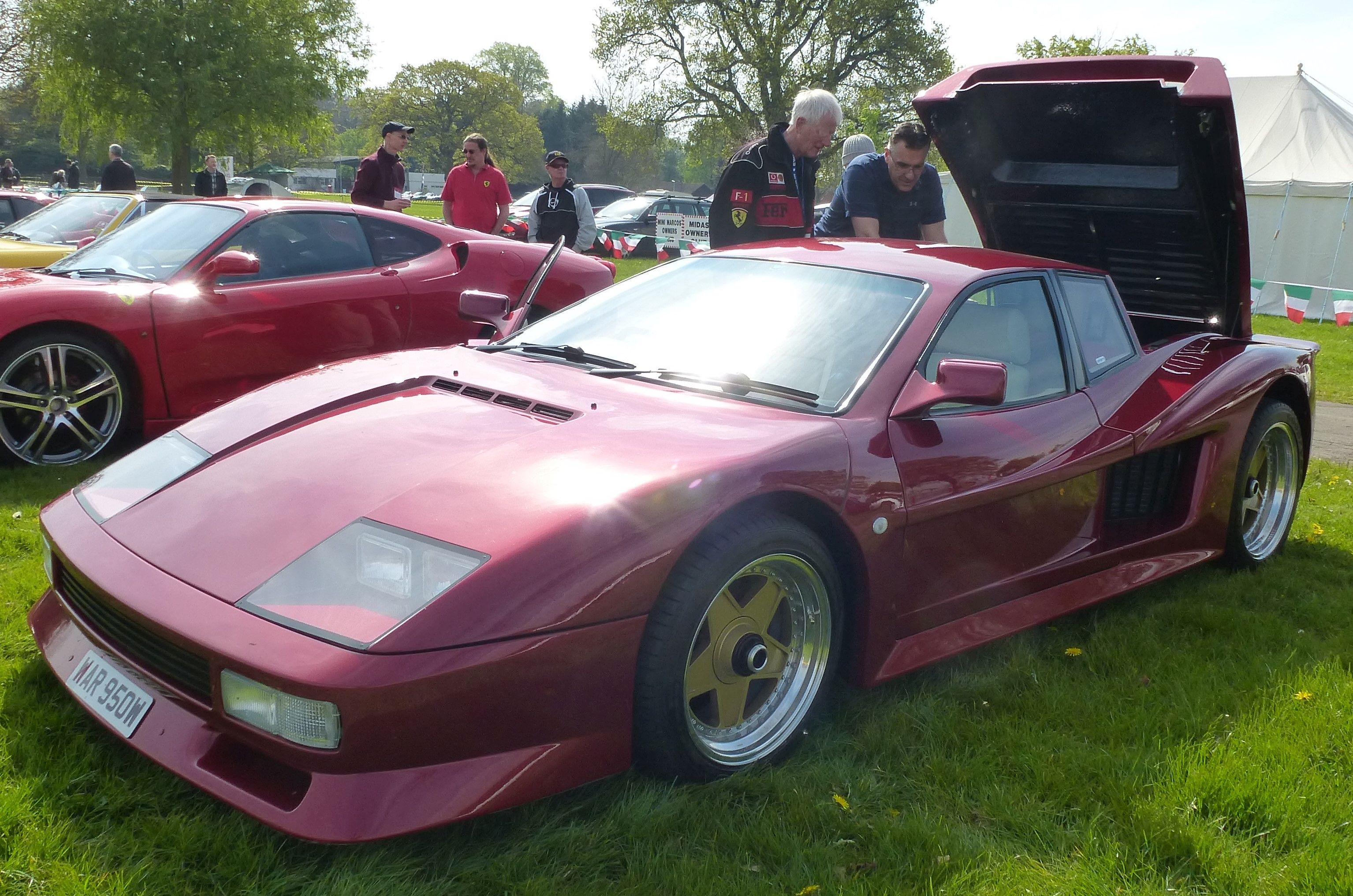
RV Nemesis

RV Dynamics war ein britischer Hersteller von Automobilen.

## Unternehmensgeschichte
Roy Sellwood und Vince Wright gründeten 1995 das Unternehmen in Feering bei Colchester in der Grafschaft Essex. Sie begannen mit der Produktion von Automobilen und Kits. Der Markenname lautete RV. Später verließ Sellwood das Unternehmen. 2008 endete die Produktion. Insgesamt entstanden fast 50 Exemplare.

## Fahrzeuge
Das erste Modell war der Nemesis. Er war vom Ferrari Testarossa inspiriert. Die Basis bildete ein Rohrrahmen sowie ein Boden aus Aluminium. Darauf wurde eine Coupé-Karosserie aus glasfaserverstärktem Kunststoff montiert. Die Radaufhängung kam vom Jaguar XJ 12. Verschiedene V8-Motoren von Rover und amerikanischen Herstellern sowie der V12-Motor von Jaguar Cars trieben die Fahrzeuge an. Zwischen 1995 und 2005 entstanden etwa sieben Fahrzeuge.
Der SV 2000, auch Bugrat genannt, erschien 1998. Dies war ein geländegängiges Fahrzeug auf Basis eines heckgetriebenen Modells von Škoda. Dieses Modell fand bis 2006 etwa 14 Käufer.
Das erfolgreichste Modell war der Python. Es war die Nachbildung des AC Cobra, hervorgegangen aus einem Modell von Unique Autocraft. Viele Teile kamen vom BMW 5er der Baureihe E 34. Zwischen 2001 und 2008 entstanden etwa 27 Exemplare.